# Erkebulan Nurğalïyev
Erkebulan Nurğalïyev (in kazako Еркебұлан Нұрғалиев?; Semej, 12 settembre 1993) è un calciatore kazako, centrocampista dell'Elimai.

## Carriera

### Club
Ha giocato nella prima divisione dei campionati kazako e bulgaro.

### Nazionale
Ha giocato nella nazionale kazaka Under-19.